# Krasny Iar (kraï de Transbaïkalie)
Krasny Iar (en russe : Красный Яр) est un village du territoire inter-établissement du raïon de Toungokotchen du kraï de Transbaïkalie, en Russie. Sa population s'élevait à 43 habitants au recensement de 2021.

## Géographie
Le village de Krasny Iar se situe dans le kraï de Transbaïkalie, un kraï situé en Transbaïkalie, région de Sibérie orientale, en Russie. Il fait partie du district fédéral extrême-oriental. Le village fait partie du raïon de Toungokotchen, un raïon du kraï, avec Verkh-Oussougli comme centre administratif. Le village fait partie du territoire inter-établissement du raïon, non incorporé à une municipalité,.   
Le fuseau horaire du village est MSK+6 (heure de Iakoutsk). Le décalage horaire appliqué par rapport au temps universel coordonné est +09:00.  

## Histoire
Le village a été fondé en 1959.

## Démographie
Recensements (*) et estimations de la population,,:
| 2002 * | 2010* | 2021* | - |
| ------ | ----- | ----- | - |
| 110    | 77    | 43    | - |